# Ladislaus Hunyadi

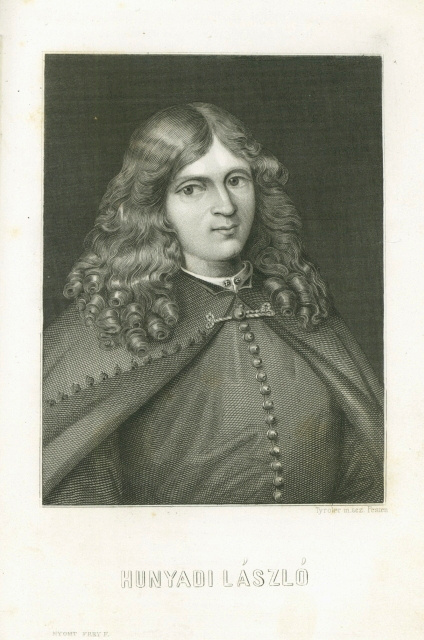
Ladislaus Hunyadi

Ladislaus Hunyadi (ungarisch Hunyadi László; * 1433; † 16. März 1457) war ein ungarischer Staatsmann und Krieger.

## Leben
Er war der älteste Sohn von Johann Hunyadi und Elisabeth Szilágyi und wurde auf Burg Hunedoara geboren. Schon in frühen Jahren begleitete er seinen Vater bei seinen Feldzügen. Nach der zweiten Schlacht auf dem Amselfeld 1448 wurde er vom serbischen Despoten Georg Branković eine Zeit lang als Geisel für seinen Vater festgehalten. Im Jahr 1452 war er Mitglied einer Abordnung, die nach Wien ging, um den ungarischen König Ladislaus V. zurückzuerhalten. 1453 war er bereits Ban von Kroatien-Dalmatien. Bei der Ständeversammlung in Buda legte er wegen der Anschuldigungen seitens Ulrich von Cillis und anderer Feinde alle seine Würden nieder. Der Streit wurde schließlich beigelegt, und er wurde mit Maria, der Tochter des Palatins László Garai, verlobt.
Nach dem Tod seines Vaters 1456 wurde Ladislaus von seinem Erzfeind Cilli (der inzwischen für den minderjährigen König Ungarn mit unbegrenzter Macht regierte) für die angeblichen Schulden des älteren Hunyadi gegenüber dem Staate verantwortlich erklärt. Bei der Ständeversammlung in Futak im Oktober 1456 verteidigte er sich allerdings so geschickt, dass Cilli eine Versöhnung vortäuschte und versprach, die Hunyadis zu beschützen, unter der Bedingung, dass diese zuvor alle königlichen Burgen abtreten müssten, die ihnen anvertraut worden waren.

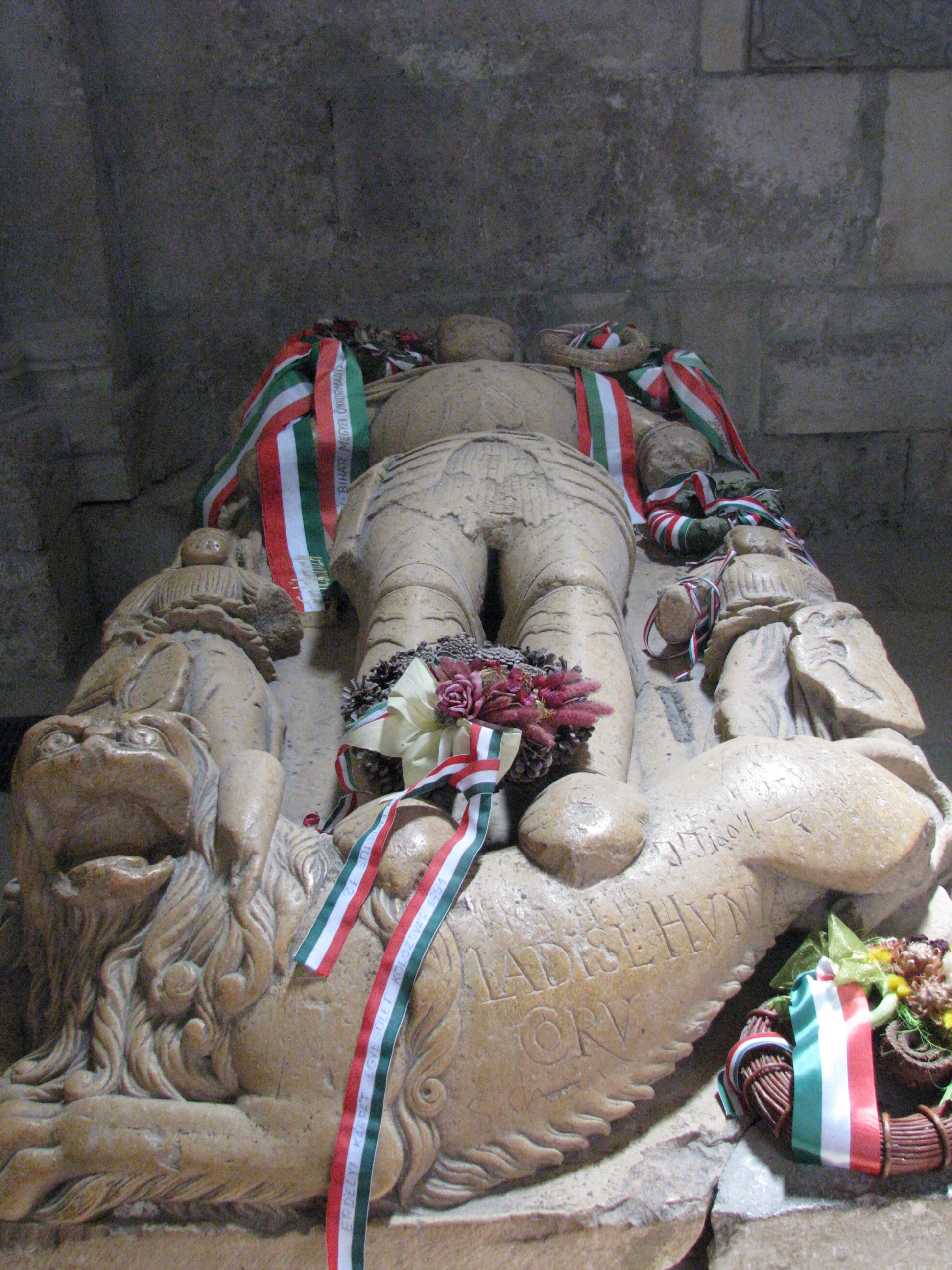
Grab Ladislaus Hunyadis in der katholischen Kathedrale in Alba Iulia

Man fing mit der Festung von Belgrad an, deren Kommandant Ladislaus war. Cilli hatte die Absicht, den König mit sich nach Belgrad zu nehmen und Hunyadi in der Festung ermorden zu lassen, aber Hunyadi wurde beizeiten gewarnt und ließ nur Ladislaus V. und Cilli hinein, nicht aber deren Söldner. Am nächsten Morgen (dem 9. November 1456) griff Cilli während einer privaten Unterredung plötzlich Hunyadi an. Die Freunde des Kommandanten hörten aber das Klirren der Waffen, griffen ein und streckten Cilli nieder. Der junge König, der in die Pläne eingeweiht war, verzieh daraufhin Hunyadi und schwor bei einem Gespräch mit dessen Mutter in Temesvár, dass er die Familie beschützen werde. Zum Zeichen seiner Aufrichtigkeit ernannte er Hunyadi zum Schatzmeister und Generalkapitän des Königreichs. Hunyadi, der nichts Böses vermutete, begleitete den König nach Buda. Dort wurde er mit der Begründung festgenommen, dass er des Königs Untergang plane. Ohne Einhaltung jeglicher legaler Formalitäten wurde er zum Tode verurteilt und am 16. März 1457 enthauptet.
Sein Bruder Matthias Corvinus wurde 1458 mit vierzehn Jahren zum König von Ungarn gekrönt.
Das Leben von Ladislaus diente als Vorlage für die romantische Oper Hunyadi László (1844) von Ferenc Erkel.